# Cep, Jindřichův Hradec
Cep là một làng thuộc huyện Jindřichův Hradec, vùng Jihočeský, Cộng hòa Séc.